# Alexander Mejía
Alexander Mejía Sabalza [Alexander Mechíja Sabalsa] (* 11. července 1988, Barranquilla, Kolumbie) je kolumbijský fotbalový záložník a reprezentant, který hraje za kolumbijský klub Atlético Nacional. Účastník Mistrovství světa 2014 v Brazílii.

## Klubová kariéra
Alexander Mejía začínal v profesionálním fotbale v roce 2005 v kolumbijském celku Deportes Quindío. Poté hrál v roce 2011 za Once Caldas a od roku 2012 za Atlético Nacional, s nímž posbíral několik trofejí.

## Reprezentační kariéra
V národním A-týmu Kolumbie debutoval v roce 2012, šlo o zápas 3. června proti Peru (výhra 1:0), šel na hřiště v 88. minutě.
Argentinský trenér Kolumbie José Pékerman jej vzal na Mistrovství světa 2014 v Brazílii. Na šampionátu vyhráli Kolumbijci s plým počtem 9 bodů základní skupinu C a v osmifinále vyřadili Uruguay poměrem 2:0. Ve čtvrtfinále proti Brazílii na dalšího jihoamerického soupeře již nestačili a prohráli 1:2.